# Fiesole
Fiesole (latin: Faesulae) är en stad och kommun i storstadsregionen Florens, innan den 31 december 2014 provinsen Florens, i regionen Toscana i Italien. Kommunen hade 14 088 invånare (2018) och gränsar till kommunerna Bagno a Ripoli, Borgo San Lorenzo, Florens, Pontassieve, Sesto Fiorentino och Vaglia.
Fiesole ligger på samma plats som den gamla etruskiska staden Fæsulæ. Staden förstördes under borgarkrigen men återuppbyggdes av Sulla och fungerade som veterankoloni. I slaget vid Fiesole 406 e. Kr. besegrade Stilicho alanerna, vandalerna, burgunderna och sueverna under Radagais. Fiesole intogs 1010 av florentinarna och lades 1125 under staden Florens välde.